# Йоан Педиасим
Йоан Педиасим (на гръцки: Ιωάννης Πεδιάσιμος) е византийски учен, астроном, поет, църковен деец, математик и философ. Живее и преподава в Константинопол, Охрид и Солун.

## Биография
Роден е около 1250 година и в първите години на обучението си е ученик на Мануил Холобол и Георги Акрополит в Константинопол. Съученик е с Григорий II Кипърец. След завършване на обучението си Йоан получава престижната титла ипат на философите. Около 1280 става хартофилакс на Охридската архиепископия, където също преподава. Идентификацията му с Йоан Пот – сакеларий, който до 1284 година е в Солун, се смята за вярна.